# Робърт Мазан
Робърт Мазан (на словашки: Róbert Mazáň) е словашки футболист, който играе на поста ляв бек. Състезател на Хебър.

## Кариера
Робърт е роден в Тренчин, Словакия, където стартира футболното си обучение. При мъжете дебютира за родния Тренчин. След това играе последователно за Сеница, Жилина, Селта Виго, Венеция, Тенерифе, Млада Болеслав, Карвина, а за последно в кипърския АЕЛ Лимасол, където през миналия сезон записва 33 мача.

### Хебър
На 7 септември 2022 г. словакът е обявен за ново попълнение на Хебър. Дебютира на 10 септември при загубата с 1:0 като гост на Черно море.

## Национална кариера
На 8 октомври 2017 г. Мазан дебютира в официален мач за националния отбор на Словакия, при победата с 3:0 като домакин на националния отбор на Малта, в среща от квалификациите за Световното първенство по футбол през 2018 г.

## Успехи
Жилина
- Цоргон лига (1): 2016/17